# Kramnitze
Kramnitze (i en kort årrække Kramnitse) er en landsby og et tidligere fiskerleje, beliggende på sydvestkysten af Lolland nær det 63 kilometer lange dige fra Hyllekrog til Albuen. 

## Navn
Ligesom stednavnene Kuditse, Tillitse og Corselitse menes Kramnitze at være af slavisk ophav fra den tid, da vendere bosatte sig på øen. I 2017 behandlede man lokalbefolkningens ønske om at tage den gamle stavemåde med z tilbage, efter at Stednavneudvalget i København i midten af 1980'erne havde ændret stavemåden til s uden engang at oplyse om det. Det blev vedtaget, at stavemåden med z igen er korrekt.

## Geografi
Fra Kramnitze er der godt 9 kilometer til Rødby og 15 kilometer til Søllested. 
Kramnitze har en lille havn, og er i dag præget af sommerhusområder og grøftgennemskårede marker; fra toppen af diget er der udsigt over havet og det flade landskab. Landsbyen befinder sig i Lolland Kommune og tilhører Region Sjælland.

## Pumpestation
I Kramnitze ligger en stor pumpestation fra 1966, der konstant pumper vand ud af Rødby Fjord for på denne måde at holde den tørlagt efter inddæmningen af fjorden med det lollandske dige i 1873-1878 efter stormfloden 1872. Den er Nordeuropas største af sin art. Hvert sekund pumpes op til 20 m³ vand ud i havet.

## Flere kilder
- https://www.tv2east.dk/lolland/lolland-med-z-smabyer-et-skridt-taettere-pa-navneaendring
- https://www.tv2east.dk/lolland/udvalg-forklarer-derfor-fik-kramnitse-afslag-pa-z
- https://navn.ku.dk/maanedens_navn/kramnitse/
- https://www.stednavneudvalget.ku.dk/autoriserede_stednavne/AUTORISEREDE_STEDNAVNE_pr._300523.xlsx

54°42′N 11°16′Ø / 54.700°N 11.267°Ø